# Paweł Adamowicz
Paweł Bogdan Adamowicz, född 2 november 1965 i Gdańsk, död 14 januari 2019 i Gdańsk, var en polsk politiker och borgmästare i Gdańsk under tjugo års tid, från 1998 fram till sin död. I november 2018 valdes Adamowicz för sjätte gången i rad till borgmästare efter ett regionalval. Han avled i januari 2019 efter att ha blivit knivskuren när han var på scen under ett evenemang. Gärningsmannen greps.